# مانويل ألفار
مانويل ألفار (بالإسبانية: Manuel Alvar López)‏ هو مؤرخ إسباني، ولد في 8 يوليو 1923 في بينايكارلو في إسبانيا، وتوفي في 13 أغسطس 2001 في مدريد في إسبانيا.